# Mouloud Achour (Schriftsteller)

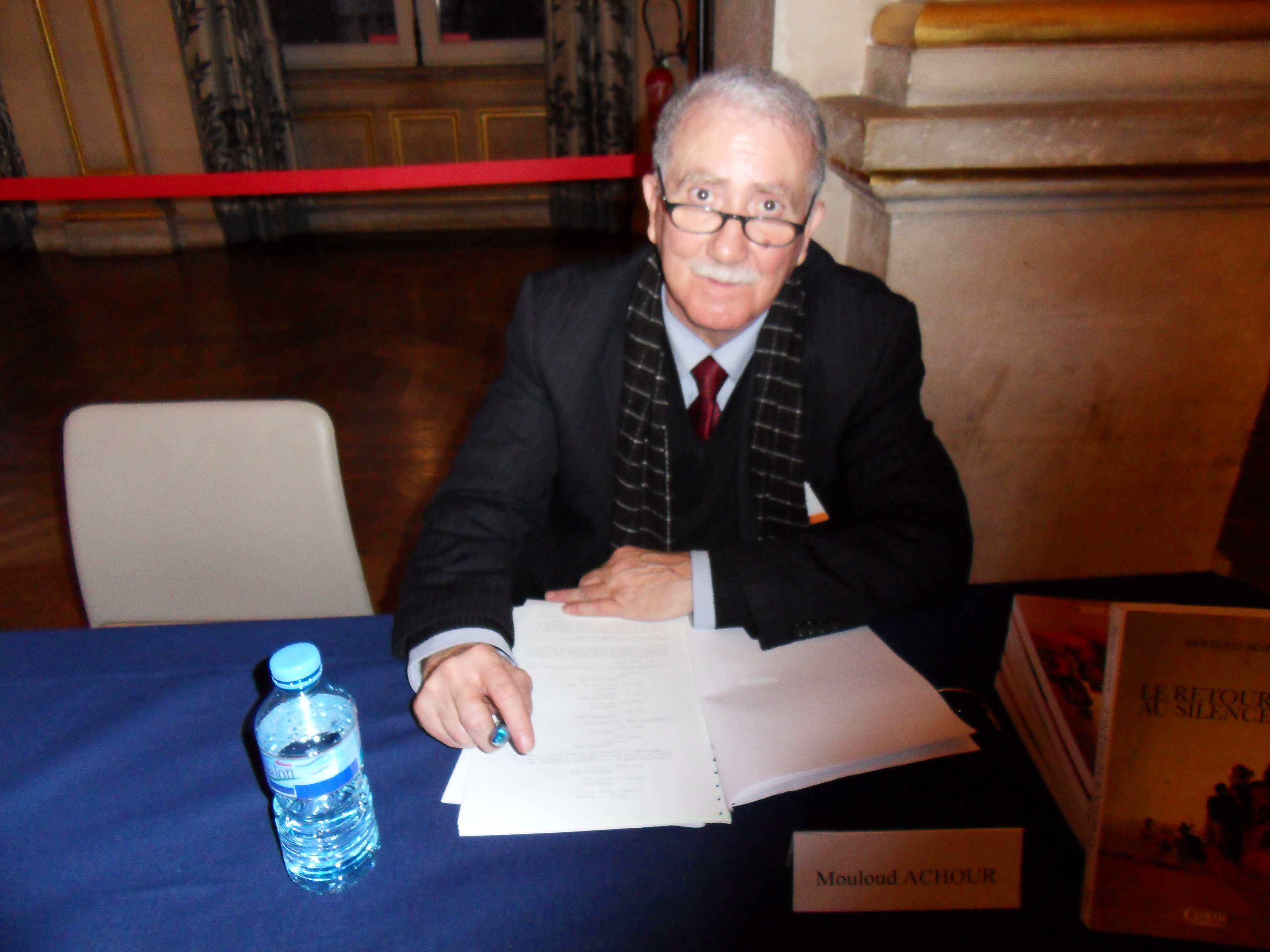
Mouloud Achour, 2012

Mouloud Achour (arabisch مولود عاشور, DMG Mawlūd ʿĀšūr; * 19. März 1944 in Timizart, Provinz Tizi Ouzou, Algerien; † 24. Dezember 2020) war ein algerischer Schriftsteller.
Achour studierte Pädagogik und war dann als Lehrer tätig. Er veröffentlichte in Zeitschriften eine Vielzahl von Erzählungen. Ein erster Band mit Erzählungen Le survivant wurde im Jahr 1971 veröffentlicht. Achour publizierte auf Französisch. Ins Deutsche wurde von Karl Heinrich die Erzählung Bürgerrecht übersetzt.